# Nekrytá úroková parita
Nekrytá úroková parita  (anglicky Uncovered Interest Parity – UIP) je teorie mezinárodních financí, která propojuje úrokové míry s vývojem měnových kurzů. Je obecně považována za důležitou zejména z toho důvodu, že její platnost si bere za předpoklad velké množství složitějších makroekonomických modelů (například Dornbuschův model přestřelování kurzů). Nekrytá úroková parita je silně navázána na teorii kryté úrokové parity (CIP), neboť nahrazuje forwardové kurzy očekáváními subjektů na devizovém trhu, ale podstata je podobná. 

## Odvození rovnice nekryté úrokové parity
V jádru této teorie leží hypotéza stejného výnosu (tedy tvrzení, že investoři by měli očekávat, že realizují stejný výnos z identických aktiv, například státních pokladničních poukázek, se stejnou dobou splatnosti nehledě na to, ve které měně za pořízení nebo zapůjčení tohoto aktiva zaplatí). 

Například německý investor se rozhoduje, zda investovat určitý obnos do domácího aktiva s úrokovou mírou IREUR procent (uvažujeme stejnou dobu splatnosti t pro obě aktiva), nebo zda směnit tuto částku momentálním spotovým kurzem SR do cizí měny (například USD), nakoupit identické aktivum (v této cizí měně) úročené IRUSD procenty a po uplynutí splatnosti celou získanou částku směnit do domácí měny současným spotovým kurzem SRt, který je ale v okamžiku rozhodování neznámý, investor tudíž musí úroveň tohoto kurzu očekávat ve formě E(SRt). Mají-li obě varianty nést stejný výnos, platí vzorec 

{\displaystyle x(1+IR_{EUR})={\frac {xE(SR_{t})}{SR}}(1+IR_{USD})}

po úpravě a zjednodušení (pouze pro případ, kdy jsou nízké úrokové sazby): 

{\displaystyle {\frac {E(SR_{t}-SR)}{SR}}=IR_{EUR}-IR_{USD}}

"Podmínka (rovnice) nekryté úrokové parity říká, že očekávaná změna kursu by měla přibližně odpovídat úrokovému diferenciálu": jsou-li domácí úrokové míry vyšší, než zahraniční, měli bychom očekávat zhodnocení naší měny. 

## Empirická platnost nekryté úrokové parity
Empiricky bývá nekrytá parita poměrně často vyvrácena, zejména pokud se jedná o analýzy pracující s daty s kratšími intervaly. Vyskytují se různá vysvětlení těchto anomálií, nicméně prozatím se nepodařilo najít takové vysvětlení, se kterým by souhlasilo dostatečně široké spektrum teoretiků mezinárodních financí zastávajících různé myšlenkové směry. Na druhé straně, při volbě delších intervalů (několik let), nebývá teorie nekryté úrokové parity empiricky vyvrácena, což znamená, že v delším časovém období by měla poskytovat nevychýlené predikce.